# Nicolás García Hemme
Nicolás García Hemme (conocido como Nico García; Las Palmas de Gran Canaria, 20 de junio de 1988) es un deportista español que compitió en taekwondo.
Participó en los Juegos Olímpicos de Londres 2012, obteniendo una medalla de plata en la categoría de –80 kg.
Ganó dos medallas en el Campeonato Mundial de Taekwondo, plata en 2009 y bronce en 2013, y dos medallas en el Campeonato Europeo de Taekwondo, plata en 2008 y bronce en 2012.

## Palmarés internacional
| Juegos Olímpicos   | Juegos Olímpicos         | Juegos Olímpicos  | Juegos Olímpicos |
| Año                | Lugar                    | Medalla           | Categoría        |
| ------------------ | ------------------------ | ----------------- | ---------------- |
| 2012               | Londres (Reino Unido)    | Medalla de plata  | –80 kg           |
| Campeonato Mundial |                          |                   |                  |
| Año                | Lugar                    | Medalla           | Categoría        |
| 2009               | Copenhague (Dinamarca)   | Medalla de plata  | –80 kg           |
| 2013               | Puebla (México)          | Medalla de bronce | –80 kg           |
| Campeonato Europeo |                          |                   |                  |
| Año                | Lugar                    | Medalla           | Categoría        |
| 2008               | Roma (Italia)            | Medalla de plata  | –80 kg           |
| 2012               | Mánchester (Reino Unido) | Medalla de bronce | –80 kg           |